# Карасо Одио, Родриго
Родриго Хосе Рамон Франсиско де Хесус Карасо Одио (исп. Rodrigo José Ramón Francisco de Jesús Carazo Odio; 27 декабря 1926, Картаго, Коста-Рика — 9 декабря 2009, Сан-Хосе, Коста-Рика) — коста-риканский политик, президент в 1978—1982 годах.

## Биография
В 1954 году окончил факультет экономических и социальных наук Университета Коста-Рики в Сан-Хосе со степенью бакалавра экономики. Специализировался по проблемам организации производства и управления производством. После учёбы занимал различные посты в экономических учреждениях страны, в 1963—1964 годах был директором Центрального банка Коста-Рики. Преподавал в различных университетах страны, некоторое время работал в Венесуэле.
С 1966 по 1970 год он избирался депутатом Законодательного собрания Коста-Рики и был его председателем с 1966 по 1967 год, затем возглавлял парламентскую комиссию по финансовым и экономическим вопросам.
До конца 1960-х состоял в партии национальное освобождение, потом основал партию Демократическое обновление и с 1971 года являлся её председателем. В 1974 году был кандидатом на пост президента, но потерпел поражение. В феврале 1978 года он был избран президентом республики от блока оппозиционных партий «Единство».
В 1980 году основал Университет мира, учреждение, целенаправленно занимающееся изучением и пропагандой мира. Он же стал первым президентом Совета Университета.
Его правительство также оказывало содействие нефтехимической промышленности и даже начало поиски нефти и вблизи горного хребта Таламанка. В энергетическом секторе оно ввело в строй ГЭС на озере Ареналь. Правительство Карасо регулировало также раскопки золота на юге страны.
На международной арене Карасо приходилось иметь дело в основном с радикальными изменениями в соседней Никарагуа, которая была под контролем диктатуры семейства Сомосы на протяжении десятилетий (Коста-Рика всегда выступала против их правления). В 1970-е годы правительство Коста-Рики поддержало сандинистских повстанцев. Многие из боев, имевших место в районе границы с Никарагуа, проходили на коста-риканской земле. Несколько раз правительство Карасо предупреждало Сомосу, чтобы его войска не нарушали границу. Кроме того, правительство разрабатывало планы по созданию сил обороны для борьбы с любыми попытками Сомосы вторгнуться на территории Коста-Рики. Однако в 1979 году правительство Карасо в нарушение национального суверенитета позволило трём вертолётам США приземлиться на территории страны для содействия побегу Сомосы из Никарагуа, за что подверглось резкой критике со стороны оппозиции. В 1981 году правительство Карасо прервало дипломатические отношения с Кубой, а в начале 1982 года поддержало инициативу США и диктаторских режимов Центральной Америки по изоляции сандинистской Никарагуа.
В период его правления страна столкнулась с серьёзным экономическим кризисом. Цена на нефть была на высоком уровне, а стоимость кофе, основной культуры Коста-Рики, падала. Несмотря на советы своего министра финансов Эрнана Саенса Хименеса и Международного валютного фонда (МВФ), Карасо поручил Центральному банку Коста-Рики заимствовать значительные средства в целях поддержания стоимости местной валюты колона, надеясь, что восстановление экономики было близко. Эта политика в конечном счёте привела к катастрофической внезапной девальвации колона в сентябре 1980 года. Свой вклад внесла и высокая инфляция. Тяжелый груз задолженности Коста-Рика несёт до сих пор.
После ухода с поста президента в 1982 году Карасо стал критиком МВФ и других международных финансовых учреждений. В последние годы своей жизни он выступал решительно против Центральноамериканского соглашения о свободной торговле (CAFTA).
Его жена, Эстрелла Селедон Лисано, — внучка президента Коста-Рики Сатурнино Лисано Гутьерреса. У них пятеро сыновей.